# Молодіжний (Приаргунський округ)
Молоді́жний (рос. Молодёжный) — селище у складі Приаргунського округу Забайкальського краю, Росія.

## Населення
Населення — 1361 особа (2010; 774 у 2002).
Національний склад (станом на 2002 рік):
- росіяни — 95 %